# Laqueário
O laqueário (em latim: laquearius, laquerarius, ou laqueator; (plural laquearii, laquerarii, e laqueatores; literalmente, "laçador") era um dos tipos de gladiadores da Roma antiga que lutava com uma corda a qual tinha um nó em laço, numa das mãos, e um punhal ou espada na outra. O laqueário é um dos gladiadores que aparece mais tarde na história dos jogos romanos. Poderão ter sido uma categoria de gladiadores de pleno direito e, neste caso, o laqueário, de certa forma, as suas tácticas eram semelhantes às do retiário, um gladiador cuja principal arma era uma rede e um tridente. A técnica do laqueário consistia em laçar o adversário, colocando-o em desvantagem, e partindo para um combate de proximidade com o punhal. A armadura deste lutador era semelhante à do retiário: consistia numa protecção no ombro esquerdo (galerus). Uma outra hipótese, era a de que o laqueário era um género de paegniarius ou palhaço. Estes homens faziam combates simulados na arena como comic relief, entre combates reais.
A maior parte dos vários tipos de gladiadores era baseada no mundo real. Dado que os romanos não utilizavam cordas como armas nas batalhas, é pouco provável que o laqueário fosse baseado em algum tipo de romano. Em vez disso, poderá ter origem em alguma tribo bárbara, conhecida dos romanos, que utilizariam laços em combate, tais como os sagártas. Ainda outra possibilidade, é a de que este tipo de gladiador representasse o carrasco. No entanto, dado que a sua arma de apoio era uma espada, ou um punhal, esta hipótese parece não ser verossímel.